# Peristedion weberi
Peristedion weberi är en fiskart som beskrevs av Smith, 1934. Peristedion weberi ingår i släktet Peristedion och familjen Peristediidae. Inga underarter finns listade i Catalogue of Life.